# Skelosophusa
Skelosophusa is een geslacht van kreeftachtigen uit de klasse van de Malacostraca (hogere kreeftachtigen).

## Soorten
- Skelosophusa eumeces Ng & Takeda, 1994
- Skelosophusa gollhardi (Bott, 1965)
- Skelosophusa prolixa Ng & Takeda, 1994